# William Boutland Wilkinson
William Boutland Wilkinson (* 1819; † 1902) war ein britischer Bauingenieur.
Wilkinson war ein Bauunternehmer aus Newcastle-upon-Tyne. Er wird auch als Gipsermeister bezeichnet, mit einer Fabrik für vorgefertigte Steine. Er meldete 1854 ein Patent auf Eisenbeton in feuerfesten Decken an und gilt damit als einer von dessen Erfindern.
Joseph-Louis Lambot (1814–1887) meldete in Frankreich ein Patent auf Schiffe und andere Konstruktionen, die dem Wasser ausgesetzt sind, mit Eisenbeton an, der Franzose  François Coignet meldete 1855 ebenfalls ein Patent auf armierten Stampfbeton an und schrieb das erste Buch über Eisenbeton und der Rechtsanwalt Thaddeus Hyatt unternahm ebenfalls ab 1850 Versuche und veröffentlichte 1877 einen Bericht darüber. Bekannter sind die Patente von Joseph Monier von 1867. Die Eisenstäbe (bei Wilkinson Drahtseile) dienten dazu, die Zugkräfte aufzunehmen, da der Beton ohne sie zwar druck- aber wenig zugfest war. Für Wilkinson stand  die Frage billigeren Bauens im Vordergrund. Wilkinson baute um 1860 in Newcastle auch eine Reihe von Gebäuden mit Eisenbeton, von denen eines (aus der Zeit um 1865) noch bis 1954 bestand, wobei die Bewehrungen noch gut erhalten gewesen waren. Seine Betonbau-Firma bestand bis Anfang des 20. Jahrhunderts in Newcastle und London.